# Cleora buruensis
Cleora buruensis là một loài bướm đêm trong họ Geometridae.